# Lapa (tiểu vùng)
Lapa là một tiểu vùng thuộc bang Paraná, Brasil. Tiều vùng này có diện tích 2232 km², dân số năm 2007 là 46010 người.